# ニール・ザザ

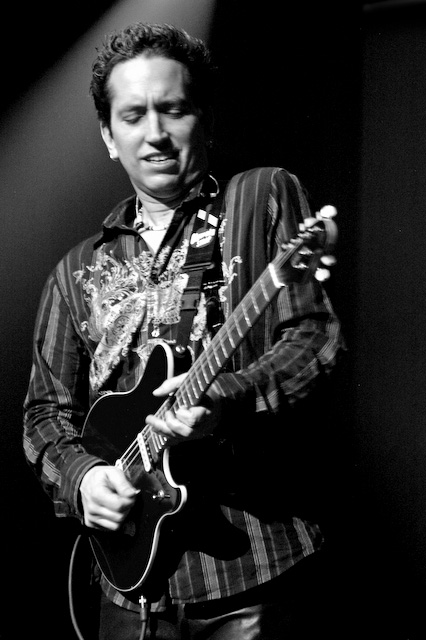
Neil Zaza, 2009

ニール・ザザ (Neil Zaza) はアメリカ合衆国オハイオ州出身のギタリスト。1964年生まれ。レコード会社「MELODIK records」所属。日本では「ルビコン･ミュージック」所属。

## 略歴
10歳の時よりギターを弾き始める。Akron Universityに進学し、演奏者でもあり教育者でもあるStephen Aronの下でクラシック・ギターを学ぶ。
1987年、「ZAZA」というロックバンドを形成し、すぐに頭角を現しだす。この時アメリカ・ツアーも行っている。「Maybe Tomorrow」という曲をヒットさせた後バンドは解散し、ここから本格的なソロ活動を始める。
Monster Prodauction Live At Monster Club.ZAZA in Japan
日本公演が埼玉県川口市にあったLIVE Club MONSTERで行なわれた。来日時限定のCDとTシャツが販売された。現在は川口市内に所在する monster aquariumの店内でTシャツが展示されている。
1992年、1stソロ・ギターインスト・アルバム『Two Hands, One Heart』をリリース。当時はイングヴェイ・マルムスティーンのフォロワー丸出しで、当時の多くの速弾きギタリストと同じようにフルピッキングやスウィープ・ピッキングを多用した曲を多く作っていた。このアルバムは本人曰く、「ギターソロの殆どは、自宅のリビングでテレビを眺めながらレコーディングした。」と語っており、音質は非常に悪い。ギターの音にコーラス・エフェクトを強めにかけ、音質のせいもあってモコモコした音が特徴であった。ちなみに日本では「若きギターヒーロー」というキャッチ・フレーズがつけられてCDが販売されていた。
1993年、2ndアルバム『Thrills＆Chills』をリリース。前作を遥かに超えるクオリティの楽曲を揃えたこのアルバムは、Michael Moralesのプロデュースで発売された。ツアーやライブでの定番曲でもある「The Joof」もこのアルバムに収録されている。また、「Melodia」や「Higher and Higher」など、技術だけでなく、メロディーで聴かせるような曲が多くみられるようになったのもこのアルバムからである。
1996年、3rdアルバム『Sing』がリリース。このアルバムがニール・ザザにとって大きな転機のきっかけとなる。これまで速弾きを多用していたが、このアルバムではガラリとスタイルを変え、メロディー重視の楽曲が非常に多くなっている。また、ニール・ザザ最高の傑作曲という評価だけでなく、ギターインスト界においても重要な曲になりつつある「I'm Alright」は、自動車メーカーのクライスラーのPTクルーザーのCM曲にも採用され、日本でも放送された。最近では「Canon Rock」ブームの火付け人、台湾人ギタリストのJerry CがCover＆Tab譜公開＆バッキングトラックを公開したことで、YouTubeなどの動画公開サイトなどで自身のカバー動画を公開するギタリストも増えている。
現在ではニール・ザザは「I'm Alright」の中にスウィープ・ソロを取り入れており、スウィープ＆タッピング・フレーズのシーケンスを披露してくれている。なお、このVersionはライブ・アルバム『Bobby Rock＆Neil Zaza　Snap,Crackle＆Pop...Live!』に初収録され、ベスト・アルバム『Rewind』にも収録されている。2002年からは、X'masコンサート「One Silent Night」も行うようになった。
2001年、4thアルバム『Staring at the Sun』がリリース。このアルバムで現在のニール・ザザのスタイルが確立したとも言える。初期の速弾きを中心としたテクニックと、前作でみせた卓越したメロディー・センスとがバランスよく組み合わせられ、聴くものを飽きさせない。このアルバムをニール・ザザのベスト・アルバムに挙げる人も少なくない。また、リズム隊に、元JourneyのRoss VarolyとSteve Smith、さらにはStuart Hammも参加しており、演奏陣は非常に豪華なラインナップとなっている。ちなみに「Fargo」も「I'm Alright」同様、クライスラーのCM曲に採用された。同曲はAメロにベートーベンの「歓喜の歌」が引用されている。前作までの枯れたギターサウンドではなく、太く艶やかで力強い伸びのあるギターサウンドになっており、現在のニール・ザザのサウンドの基本がこの時に完成されたようである。
2004年、韓国のギター・メーカー「Cort」と契約を結び、シグネチャー・モデル、NZS-1が誕生。ピック・アップはネック側がセイモア・ダンカン社のSH-1、ブリッジ側に同社のSH-11が採用されている。
2005年、5thアルバム『Melodica』をリリース。このアルバムでは全体を通してシンセベースやSEサウンドを多用し、重厚でうねるような楽曲が多いのが特徴である。メロディーセンスにさらに磨きがかかり、表題曲にもなっている「Melodica」はシンプルなメロディーラインながら非常に美しい旋律を奏でており、存分にその持ち味を発揮している。また、リード・ギターに対するバッキング・サウンドの比率も大きくなってきいることも初期のニール・ザザとの大きな違いの一つでもある。
2006年、6thアルバム『When Gravity Fails』をリリース。Steve Smith, T.M.Stevens, Doug John, Ross Valory等の豪華な製作陣を揃えて作られた本作は今までの作品とは違い、ポップ色が強くなっている。今やNeil Zazaの代名詞ともなりつつある煽情感溢れるギターと泣きのメロデイーは今作でも健在である。
2011年、7thアルバム『212』をリリース。オープニングの"Magnus 212"の曲後半の高速ピッキングとスウィーピングで曲を締めくくり、間髪入れずに次の明るく疾走感溢れる曲"Go!"に繋がる。この2曲はセットでプレイされ近年のライブの定番曲となっており、2015年のソロ初来日でも序盤で演奏された。
またこの頃よりアメリカのギターメーカーCarvin Guitars(現在はKiesel Carvin Guitars)の24フレットにカスタムされたCT624Mを使用し始める。その後シグネチャー・モデルNZ624が誕生する。同社の通常モデルのCT624をベースにネックを薄くする等、ニール好みのスペックに仕上げられている。ピックアップはKiesel Carvin製のK12。(ヤングギター2016年2月号の情報による)なお2015年来日時及び"Peach"の収録にメインで使用されていたギターは同社の新たなシグネチャー、Kiesel 2015 NZ624KD Limited Editionであり、文字通り限定販売（Neil Zaza本国サイトの解説による）のモデルである。
2012年、8thアルバム『クライド・ザ・キャット』をリリース。メロディアスな作曲や高い技術のプレイは相変わらずで、情感溢れる"Adagio Intro"は初来日公演でも演奏された。（この際は"Intro"の後に"Adagio"では無くベートーベンの通称『運命』のニール・ザザのアレンジしたバージョンが演奏された。）
2015年、企画盤『Alive in Denmark!』がデジタル配信及びBlu-rayにてリリースされる。デンマークでのライブをキャプチャーした本作は、日本国内ではBlu-rayの販売はされていないが、本人の公式サイト経由で購入することができる。また、日本のプレイヤーでも再生可能。同年、最新作である9thアルバム『Peach』がリリースされた。また日本の発売日（10月21日）直後の10月24・25日には大阪・東京でソロとして自身初の単独来日公演が実現した。ライブのオープニング曲に『ウォーター・タウン』、途中に『バリ』『チェリー・レーン 』『ターン・ザ・ワールド・アラウンド 』など本作から多く演奏された。『ウォーター・タウン』演奏後に観客から熱い声援が上がったのは、楽曲の出来の良さもあるが、それよりもようやく来日が実現したギタリストを待ち続けていたファンの熱いエールだったのかもしれない。
2017年6月、iTunesからのダウンロード販売でライブアルバム『Live at the Kent Stage』がリリースされる。本作品は2013年にアメリカで行われたライブ音源を製品化したもの。
2022年3月、オリジナルアルバム『色彩の音色～ヴァーミアー』がリリースとなる。またこの頃より新型コロナウイルスによりキャンセルとなっていたヨーロッパツアーが企画され始める。
近年は中国や韓国を始めとするアジア各国や欧州での人気も高くなり、ツアー以外にも各国でギター・クリニックやオンラインでのギターレッスン、自身のスタジオ"The Audio Kitchen"でのミュージシャン活動など、その活動は幅が広い。

## ディスコグラフィ

### オリジナル・アルバム
- トゥー・ハンズ、ワン・ハート - Two Hands, One Heart （1992年）
- Thrills＆Chills （1993年）
- シング - Sing （1997年）
- Staring at the Sun （2004年）
- Melodica （2005年）
- When Gravity Fails （2006年）
- 212 （2011年）
- クライド・ザ・キャット （2012年）
- Peach （2015年）
- 色彩の音色～ヴァーミアー（2022年)

### 企画盤
- Bobby Rock＆Neil Zaza  Snap,Crackle＆Pop...Live! （1998年）
- Rewind （2005年）

1992年から2005年までの曲やLive音源やDemo音源を収録した事実上のベスト・アルバム
- One Silent Night vol.1,vol.2

クリスマス曲をアレンジしたもの
- A Night at the Palace

One Silent Nightと同じクリスマスコンサートの音源
- Alive In Denmark! （2015年）（デジタル配信）

2014年のデンマークでのライブ音源及び映像をダウンロード販売している。
- Live at the Kent Stage(2017年6月10日)（iTunesよりデジタル配信）

　2013年にThe Kent Stageでのライブ音源が、ダウンロード販売でのリリースとなる。
- One Dark Night...(2018年12月21日）(iTunes Amazon.com等からのダウンロード販売だが、日本への配信は行っていない。）

　クラシックの名曲のギター・クロスオーバー作品。アルバムタイトルの通り、局調はダークなトーンとなっている。2019年2月現在、上記サイトより日本のアカウントへはダウンロードができない。

### バッキング・トラック
メインのギターの音源を除いた、BGMを曲ごとにダウンロード販売を行っている。ニール・ザザのコピーをしたいギタリスト向け。

## 来日公演
Walter Cerasani(bass)と Enrico Cianciusi(drums) の2人を引き連れた3人のバンド編成にて、2015年秋に初の来日公演が東京・大阪にて行われた。なおニール本人の口より、この撮影した日本公演の模様は翌年2016年にDVDとしてリリースする、とステージ上で明言された。
- 2015年10月24日（土）会場：心斎橋BASSO(大阪府)
- 2015年10月25日（日）会場：両国SUNRISE(東京都)

## メディア記載情報
- ヤングギター2016年2月号: 奏法DVD・インタビュー・使用機材解説等 掲載